# St. Josef (Harmonie)

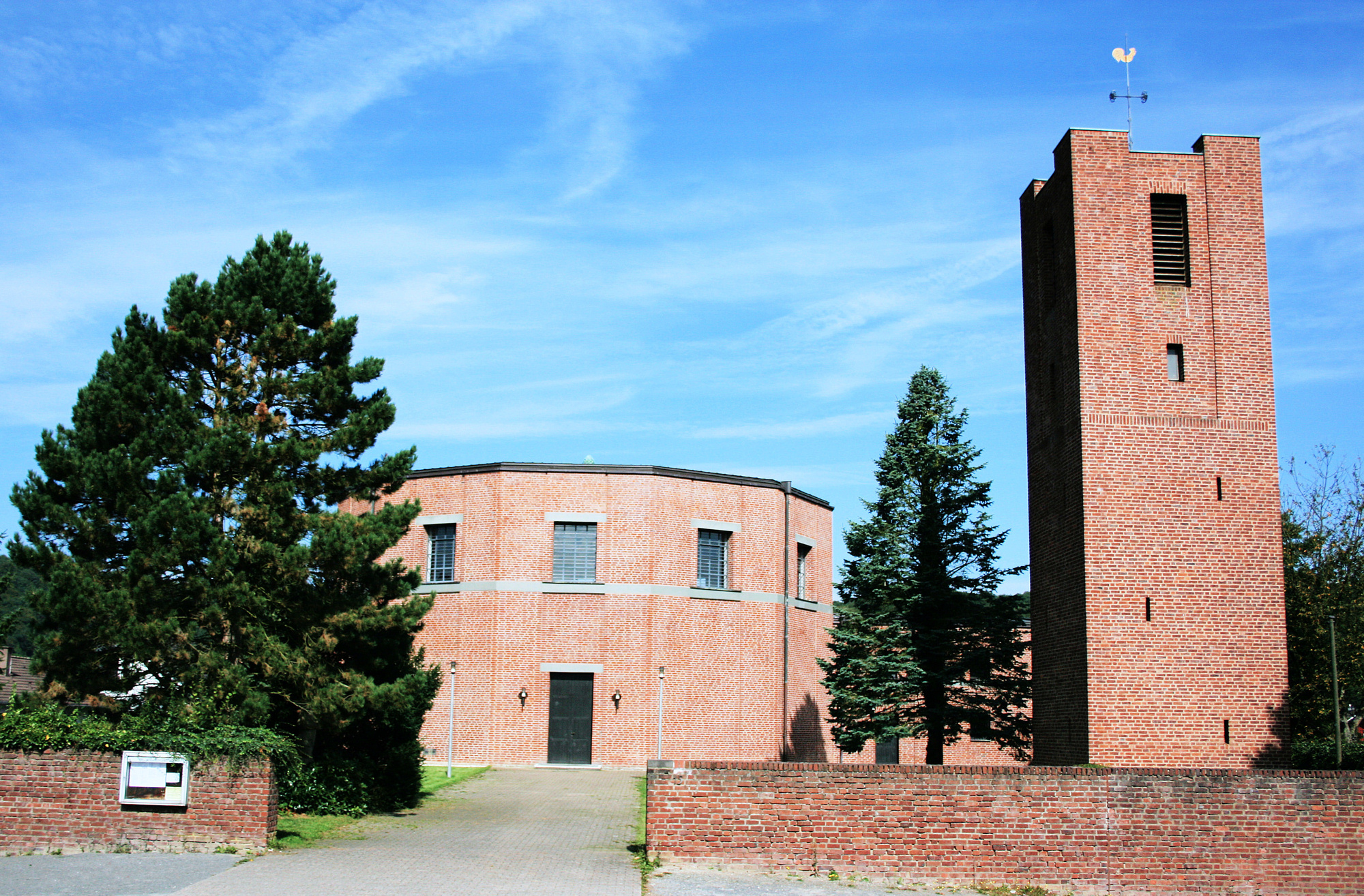
St. Josef in Eitorf-Harmonie, 2007

Die katholische Filialkirche St. Josef ist eine Kirche in Eitorf-Harmonie im Rhein-Sieg-Kreis. Sie gehört zur Katholischen Kirchengemeinde Sankt Patricius in Eitorf und damit zum Erzbistum Köln.

## Anfänge und Bau
Der Grundstein wurde am 1. Mai 1967 durch Dechant Herrmann Josef Pazen gelegt. Es ist der Tag des Hl. Josef des Arbeiters, dem diese Kirche gewidmet wurde. Am 22. November 1970 wurde die Kirche durch Generalvikar Nettekoven eingeweiht.
Die Pläne des zwölfseitigen Hallenbaus stammen von dem Architekten Hans Lob aus Siegburg. Die Durchführung des Baus übernahm eine ortsansässige Firma.
Im Frühjahr 1975 wurde im Vorhof eine steinerne Sankt-Josefs-Statue aufgestellt. Die Statue wurde von Manfred Saul erschaffen.
Ende 2020 wurde der 50. Geburtstag der Kirche mit einer feierlichen Geburtstags- und Abschiedsmesse gefeiert. Es war die bislang letzte Messe in St. Josef.

## Ausstattung
Altar, Ambo, Tabernakel, Bänke und Orgel stammen von profanierten Kirchen. Das große mit Bergkristallen besetzte Kruzifix wurde vom Künstler Heinrich Lückemkötter aus Oelde geschaffen. Direkt am Eingang ist eine große Steinfigur aufgestellt. Sie stellt den heilige Josef dar. Sie wurde von Manfred Saul aus Hennef geschaffen. Auf dem Dach steht ein Pinienzapfen, der St. Josef von oben zu einem großen Taufbecken macht. St. Josef besitzt eine Glocke, Schlagtonhöhe und Gießer sind nicht bekannt.

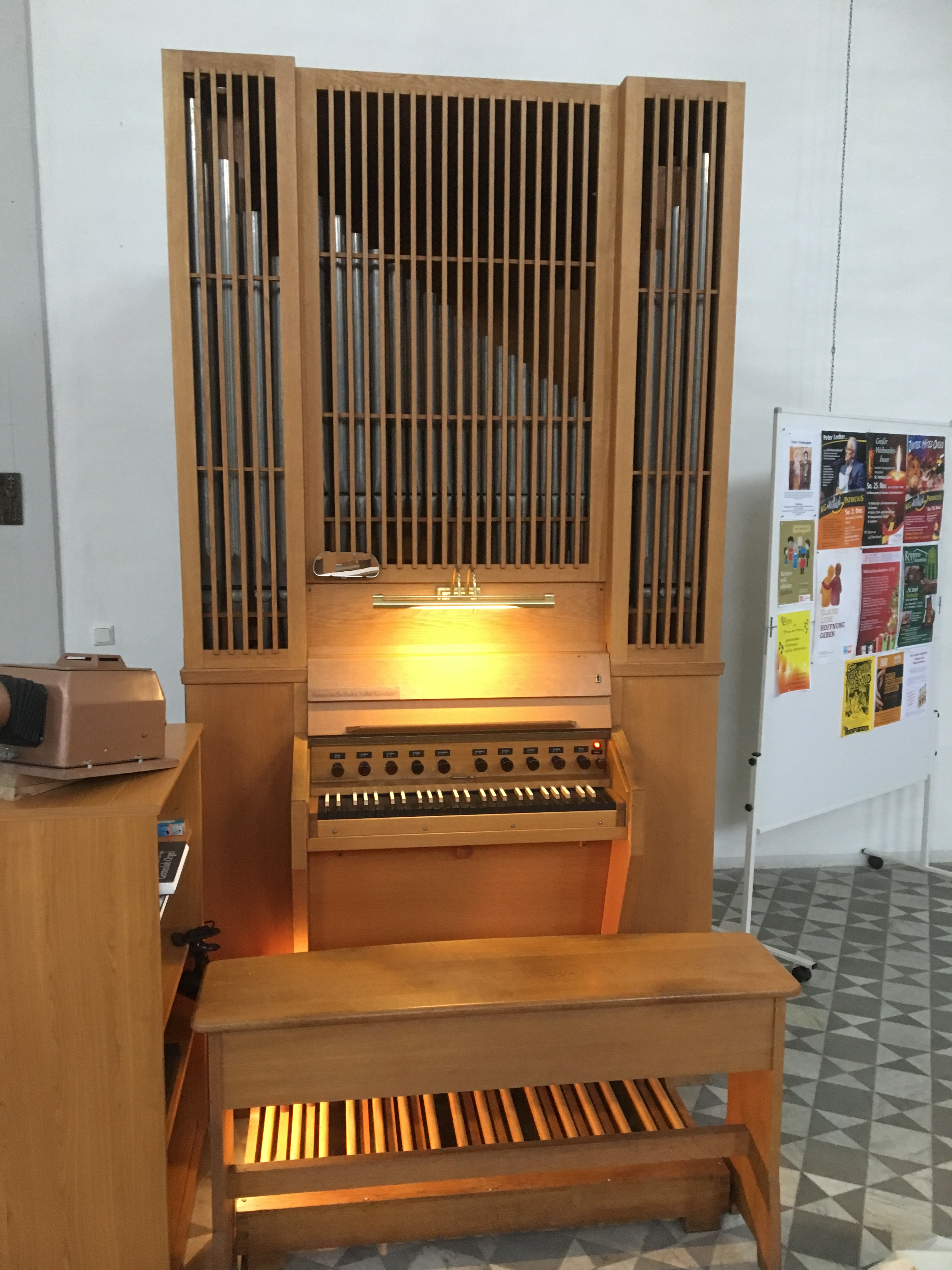
Seifert-Orgel

## Orgel
Die Orgel wurde von Orgelbau Romanus Seifert & Sohn aus Kevelaer gebaut. Das Instrument ist baugleich jenem in der Kirche St. Franziskus Xaverius im Ortsteil Obereip. Es verfügt über sechs Register auf einem Manual und Pedal:
| I Manual C–f3 |               |    |
| 1.            | Holzgedackt   | 8′ |
| 2.            | Rohrflöte     | 4′ |
| 3.            | Prinzipal     | 4′ |
| 4.            | Feldflöte     | 2′ |
| 5.            | Mixtur II–III |    |

| Pedal C–d1 |         |     |
| 6.         | Subbass | 16′ |

- Koppeln: I/P